# Mông Cổ thời tiền sử
Bằng chứng khảo cổ học cho thấy từ thời đại đồ đá, cách đây khoảng 10 vạn - 20 vạn năm, con người đã sinh sống ở miền Nam Gobi. Trong thiên niên kỷ thứ nhất trước công nguyên, những người sống ở Mông Cổ đã biết chế tác đồ đồng. Từ thời đại đồ sắt vào khoảng thế kỷ thứ ba trước công nguyên, các liên minh bộ lạc Mông Cổ đã bắt đầu đe dọa Trung Quốc. Nguồn gốc của những cư dân mới sau này được tìm thấy giữa thợ săn và các bộ lạc du mục ở Trung Á. Họ du cư trong 1 vùng đất rộng lớn hình vòng cung kéo dài ước chừng từ bán đảo Triều Tiên ở phía Đông, xuyên qua miền bắc Trung Hoa ngày nay Kazakhstan và đến tận dãy núi Pamir và hồ Baican ở phía Tây. Trong suốt quá trình lịch sử, nơi đây thành vùng đất xáo động không ngừng từ sự nổi lên đông đảo và tràn xuống chinh phạt phía Đông Nam (đến Trung Hoa), phía Tây Nam (đến Transoxiana—nay là Uzbekistan, Iran, và Ấn Độ), phía tây (vượt qua Scythia đến châu Âu).